# Nikolaj Arcel
Nikolaj Arcel (* 25. August 1972 in Kopenhagen) ist ein dänischer Regisseur und Drehbuchautor. Sein Film Die Königin und der Leibarzt wurde 2013 sowohl für einen Academy Award als auch einen Golden Globe Award in der Kategorie Bester fremdsprachiger Film nominiert.

## Biographie
Arcel ist Sohn des Architekten Arne Arcel und der Psychologin Libby Arcel. Er wuchs in Kopenhagen auf. Die Schauspielerin Nastja Arcel ist seine ältere Schwester und wirkte in einigen seiner Filme mit. Er besuchte Bernadotteskolen in Hellerup. Die Journalistin Lotte Thorsen schreibt, dass Arcel als Kind introvertiert und gedankenvoll gewesen sei und unter Zuhilfenahme von Star-Wars-Figuren sowie Pappmaché-Kulissen erste Schmalfilme drehte. Außerdem sei er ein eifriger Kinogänger gewesen. Zunächst völlig unkritisch, bis er dann Steven Spielbergs E.T. – Der Außerirdische gesehen habe und wieder und wieder gesehen hätte. Er, der einsam war, konnte sich mit dem Protagonisten identifizieren und bis heute handeln seine Filme von Menschen, die mit etwas allein dastehen und dann etwas erleben, das dazu führt, dass sie Teil einer Gruppe werden, die die Probleme lösen wird. „Alt, hvad jeg har skrevet eller instrueret, handler om folk, der er alene om noget og pludselig oplever et eller andet, der gør, at de bliver en del af en gruppe, der skal løse problemerne.“ Mit zwölf Jahren begann er mit dem Schreiben von Novellen und Romanen. Als er in die 2. Klasse des Gymnasiums ging, drehte er mit seinen Freunden einen 90-minütigen Spielfilm auf Grundlage von Paul Austers Stadt aus Glas. Auster war neben John Irving sein Lieblingsautor und sein Traum war es, ihn damit für eine Zusammenarbeit gewinnen zu können.
Das seines Erachtens für den Beruf eines Regisseurs notwendige Selbstvertrauen bekam er aber erst als Sänger einer Schüler-Funk-Band. Nach dem Gymnasium nahm er ein Jahr Auszeit. Die Filmbranche schüchterte ihn ein und es schien ihm, als gebe es dort keinen Platz für junge Menschen. Thorsen charakterisiert die dänische Filmbranche zu diesem Zeitpunkt als „geschlossenes Land“ („lukket land“), das im Großen und Ganzen aus Bille August bestand.
1994 bis 1995 besuchte er das European Film College in Ebeltoft. Dort lernte er viele Menschen kennen, mit denen er bis heute zusammenarbeitet, neben anderen den Drehbuchautoren Rasmus Heisterberg. Auch erfuhr er in dieser Umgebung, dass er Talent besaß und zudem sei es schön gewesen zu erleben, dass es andere Menschen mit denselben Träumen gab. Von 1997 an studierte er an Den Danske Filmskole. 2001 schloss er seine Ausbildung ab. Sein Abschlussfilm hieß Woyzecks sidste symfoni und gewann 2002 den Grand Prix beim Festival du Court-Métrage de Clermont-Ferrand.
Sein erster kommerzieller Film als Regisseur ist der 2004 fertiggestellte Film King’s Game (Kongekabale) gewesen. Dessen Erfolg ermunterte ihn einen Spielberg-artigen Film zu drehen, der eine „Huldigung an die E.T.-Generation“ („en hyldest til ’E.T.’-generationen“) werden sollte. Die nächsten drei Jahre verwendete er auf den Fantasyfilm Insel der verlorenen Seelen (De fortabte sjæles ø), der jedoch seinen Vorstellungen nicht gleichkam: „Für den Film nutzte ich nicht mein Hirn, in ihm steckt nur mein Herz. Und das will ich nicht noch einmal. Ein Film muss eine Handlung haben, die wichtig genug ist erzählt zu werden.“ („Jeg manglede hjernen i den film og havde kun hjertet i den. Og det vil jeg ikke igen. Der skal være noget vigtigt at fortælle.“) Der nächste Film wurde wesentlich persönlicher, auch weil er kein großer Erfolg werden musste wie Kongekabale, der darüber entschied, ob er je wieder einen Film machen durfte. Die Komödie Die Wahrheit über Männer (Sandheden om mænd) entstand vor dem Hintergrund, dass sowohl Arcel als auch sein Drehbuchautor Heisterberg gerade eine langjährige Beziehung beendet hatten, kurz nachdem sie sich dazu entschlossen hatten, diese mitsamt Kindern, Haus und Ehe („[b]ørn, hus og ægteskab“) zu wählen. Mit Rosalinde Mynster, die in dem Film die weibliche Hauptrolle spielt, begann er Anfang 2009 eine Beziehung.
Arcel schrieb auf Grundlage von Jussi Adler-Olsens Kriminalroman Erbarmen das Drehbuch für dessen Verfilmung mit Nikolaj Lie Kaas in der Hauptrolle.

## Filmografie (Auswahl)
- 2001: Woyzecks sidste symfoni – Drehbuch/Regie
- 2002: Kletter-Ida (Klatretøsen) – Drehbuch
- 2004: King’s Game (Kongekabale) – Drehbuch/Regie
- 2007: Insel der verlorenen Seelen (De fortabte sjæles ø) – Drehbuch/Regie
- 2007: Fightgirl (Fighter) – Drehbuch
- 2009: Verblendung (Män som hatar kvinnor) – Drehbuch
- 2010: Die Wahrheit über Männer (Sandheden om mænd) – Drehbuch/Regie
- 2011: Melancholia – Drehbuch
- 2012: Die Königin und der Leibarzt (En kongelig affære) – Drehbuch/Regie
- 2013: Erbarmen (Kvinden i buret) – Drehbuch
- 2016: Erlösung (Flaskepost fra P) – Drehbuch
- 2017: Der Dunkle Turm (The Dark Tower) – Drehbuch/Regie
- 2018: Verachtung (Journal 64) – Drehbuch
- 2023: King’s Land (Bastarden) – Drehbuch/Regie

## Auszeichnungen und Preise (Auswahl)
2002 gewann er mit seinem Kurzfilm Woyzecks sidste symfoni den Grand Prix beim Festival du Court-Métrage de Clermont-Ferrand. Gegen 18 andere dänische Filme konnte sich 2005 King’s Game behaupten und bekam den Bodil als bester dänischer Film verliehen. 2006 wurde er mit dem Erik Ballings Reisestipendium ausgezeichnet, für sein Verdienst um den dänischen Film, das ein Preisgeld von 50.000 Kronen beinhaltet. Zwei Roberts wurde ihm 2010 für Die Wahrheit über Männer überreicht: der eine in der Kategorie Regisseur des Jahres, der andere für das Drehbuch des Jahres, welches in Zusammenarbeit mit Rasmus Heisterberg entstand.
Die Königin und der Leibarzt wurde 2013 sowohl für einen Academy Award als auch einen Golden Globe Award in der Kategorie Bester fremdsprachiger Film nominiert. Bei den Internationalen Filmfestspielen in Berlin 2012 gewann Arcel gemeinsam mit Rasmus Heisterberg mit Die Königin und der Leibarzt den Silbernen Bären für das Beste Drehbuch. Bei der Robertverleihung 2013 gewann Arcel erneut in der Kategorie Regisseur des Jahres.